# 8teenboy
La 8teenboy è una casa di produzione cinematografica  specializzata esclusivamente nella pornografia gay che ha ottenuto nomination ai GayVN Awards per due anni di fila.
La casa realizza un nuovo film circa ogni cinque settimane ed è specializzata nel genere twink. Quasi tutti i film prodotti dalla 8teenboy sono stati distribuiti direct-to-video dalla casa di distribuzione Helix Studios.